# Тадж Гібсон
Тадж Гібсон (англ. Taj Gibson; 24 червня 1985) — американський професійний баскетболіст. Зараз є гравцем клубу НБА «Вашингтон Візардс». Грає на позиції важкого форварда.

## Кар'єра у НБА

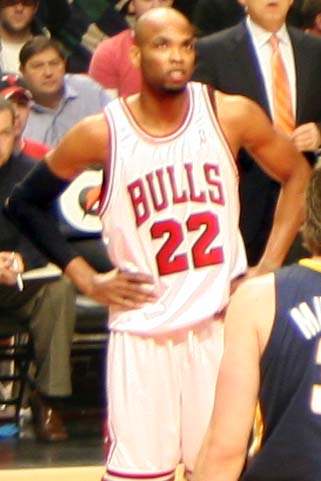
Тадж Гібсон

Гібсон був обраний на драфті 2009 під 26 номером «Чикаго Буллз».
Уже в дебютному сезоні Гібсон закріпився на позиції основного важкого форварда команди. Він був обраний учасником Гри новачків НБА. За підсумками регулярної першості «Буллз» посіли 8 місце у конференції і вийшли у плей-оф, де в першому раунді поступились «Клівленд Кавальєрз». Тадж взяв участь у всіх 5 іграх цієї серії плей-оф, проводячи на майданчику у середньому 29 хвилин за гру, та набираючи в середньому 7 підбирань та 7.6 очок за гру. За підсумками сезону Тадж був обраний у першу команду новачків НБА.
У міжсезонні «Буллз» підписали контракт з Карлосом Бузером, котрий витіснив Гібсона зі стартового складу. У своєму другому сезоні в НБА Тадж виходив у стартовій п'ятірці лише 19 разів (у дебютному сезоні — 70 разів). З цих 19 ігор більшість припали на початок сезону, який Бузер пропустив через травму руки.

### Статистика кар'єри в НБА

#### Регулярний сезон
| Сезон   | Команда      | GP  | GS  | MPG  | FG%  | 3P%  | FT%  | RPG | APG | SPG | BPG | PPG  |
| ------- | ------------ | --- | --- | ---- | ---- | ---- | ---- | --- | --- | --- | --- | ---- |
| 2009–10 | Чикаго Буллз | 82  | 70  | 26.9 | .494 | .000 | .646 | 7.5 | .9  | .6  | 1.3 | 9.0  |
| 2010–11 | Чикаго Буллз | 80  | 19  | 21.8 | .466 | .125 | .676 | 5.7 | .7  | .5  | 1.3 | 7.1  |
| 2011–12 | Чикаго Буллз | 63  | 0   | 20.4 | .495 | .000 | .622 | 5.3 | .7  | .4  | 1.3 | 7.7  |
| 2012–13 | Чикаго Буллз | 65  | 5   | 22.4 | .485 | .000 | .679 | 5.3 | .9  | .4  | 1.4 | 8.0  |
| 2013–14 | Чикаго Буллз | 82  | 8   | 28.7 | .479 | .000 | .751 | 6.8 | 1.1 | .5  | 1.4 | 13.0 |
| 2014–15 | Чикаго Буллз | 62  | 17  | 27.3 | .502 | .000 | .717 | 6.4 | 1.1 | .6  | 1.2 | 10.3 |
| 2015–16 | Чикаго Буллз | 73  | 55  | 26.5 | .526 | .000 | .692 | 6.9 | 1.5 | .6  | 1.1 | 8.6  |
| Кар'єра | Кар'єра      | 507 | 174 | 25.0 | .491 | .045 | .692 | 6.3 | 1.0 | .5  | 1.3 | 9.2  |

#### Плей-оф
| Сезон   | Команда      | GP | GS | MPG  | FG%  | 3P%  | FT%  | RPG | APG | SPG | BPG | PPG  |
| ------- | ------------ | -- | -- | ---- | ---- | ---- | ---- | --- | --- | --- | --- | ---- |
| 2010    | Чикаго Буллз | 5  | 5  | 29.0 | .421 | .000 | .545 | 7.0 | .6  | .2  | .6  | 7.6  |
| 2011    | Чикаго Буллз | 16 | 0  | 17.8 | .566 | .000 | .600 | 4.1 | .6  | .3  | 1.4 | 5.9  |
| 2012    | Чикаго Буллз | 6  | 0  | 22.8 | .457 | .000 | .682 | 6.5 | .7  | .7  | 1.7 | 9.5  |
| 2013    | Чикаго Буллз | 12 | 0  | 17.2 | .470 | .000 | .727 | 3.0 | .3  | .3  | .5  | 6.5  |
| 2014    | Чикаго Буллз | 5  | 0  | 30.8 | .561 | .000 | .750 | 6.2 | .4  | .4  | 2.4 | 18.2 |
| 2015    | Чикаго Буллз | 12 | 2  | 23.0 | .472 | .000 | .700 | 5.5 | 1.0 | .3  | 1.0 | 7.4  |
| Кар'єра | Кар'єра      | 56 | 7  | 21.5 | .499 | .000 | .691 | 4.9 | .6  | .4  | 1.2 | 8.0  |